# سرطانة فصيصية لابدة

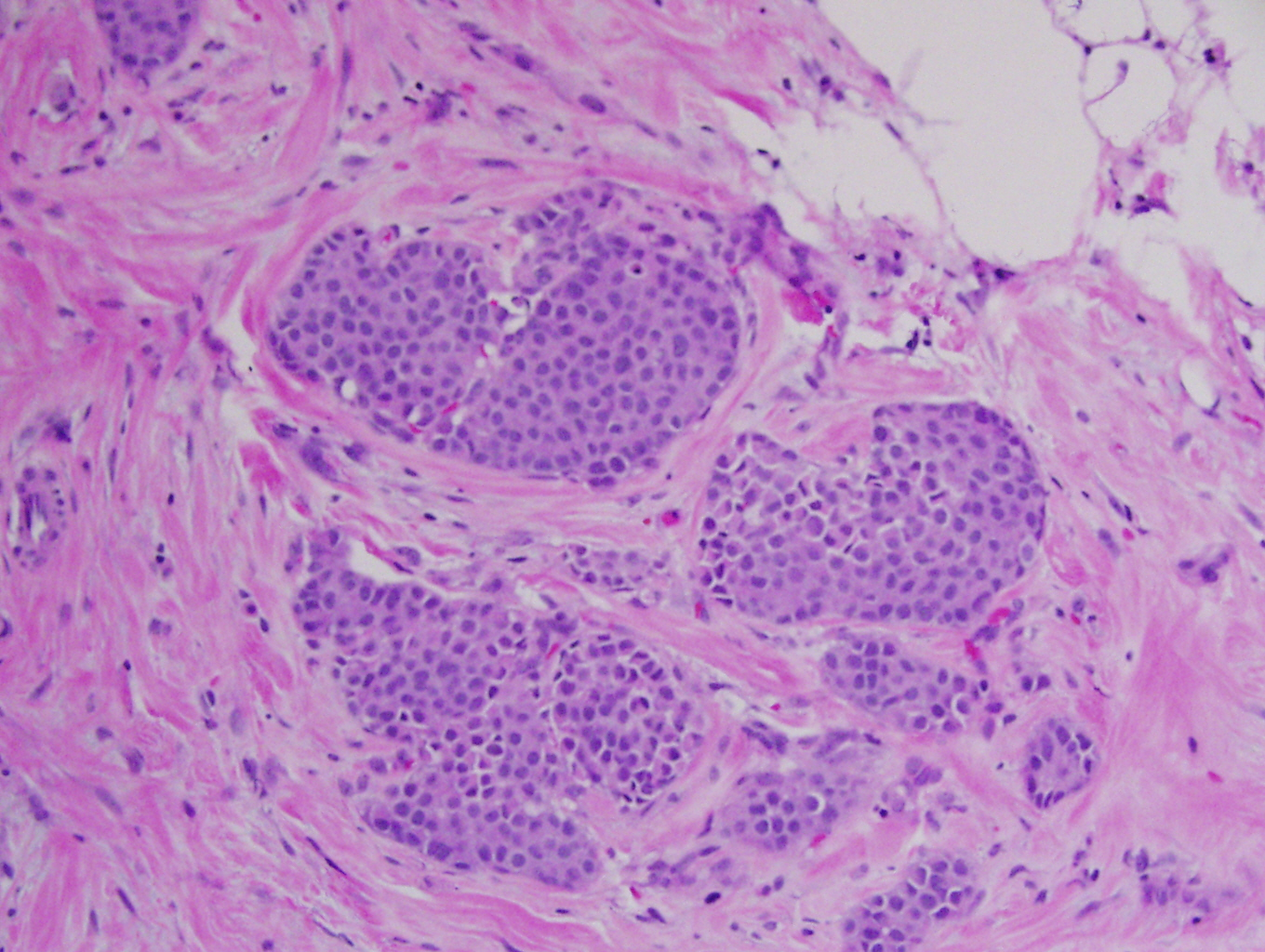

السرطانة الفصيصية اللابدة (إل سي آي إس) نتيجة مجهرية عرضية ذات مورفولوجيا خلوية مميزة وأنماط نسيجية عديدة البؤر. الحالة عبارة عن تشخيص مختبري وتشير إلى خلايا غير عادية في فصيصات الثدي. يمكن أن تتشوه الفصيصات والعنبات لوحدة الفصيص-القناة النهائية (تي دي إل يو)، الوحدة الوظيفية الأساسية للثدي، وتخضع للتوسع بسبب التكاثر غير الطبيعي للخلايا المكونة للبنية. تمثل هذه التغيرات مجموعة من الآفات الظهارية غير النمطية التي يُشار إليها على نطاق واسع باسم الورم الفصيصي (إل إن).
يمكن تعريف أحد مجموعات الورم الفصيصي الفرعية على أنها سرطانة فصيصية لابدة استنادًا إلى سمات خلوية محددة وتغيرات الأنسجة المشاهدة نسيجياً. يسبق هذه الآفات فرط تنسج فصيصي غير نمطي ويمكن أن تتبع تطورًا خطيًا لسرطانة فصيصية غازية (آي إل سي) مع شذوذات جينية محددة. تتزامن هذه العملية مع تطور أورام القنوات إلى سرطانة قنوية لابدة وسرطانة غازية. في حالات نادرة، يمكن أن تحوي القنوات النهائية ورمًا فصيصيًا، فيما يُعرف باسم انتشار باجيتويد.
لا يعتبر الكثير أن السرطانة الفصيصية اللابدة تمثّل حالة حقيقية للسرطان، ولكن يمكن أن تشير إلى زيادة خطر الإصابة بالسرطان في المستقبل. في عام 2018، أزالت اللجنة الأمريكية المشتركة المعنية بالسرطان (إيه جاي سي سي) السرطانة الفصيصية اللابدة من الإصدار الثامن لمراحل الورم واعتبرتها كيانًا حميدًا. 

## علم الأوبئة
حُددت السرطانة الفصيصية اللابدة في 0.5-1.5٪ من خزعات الثدي الحميدة. غالبًا  ما تُجرى الخزعات استجابة لنتائج التصوير الشعاعي للثدي (الماموغرافي) المشبوهة، مثلما يوضّح قسم التشخيص في هذه المقالة. حُددت السرطانة الفصيصية اللابدة في 1.8-2.5٪ من جميع خزعات الثدي (بما في ذلك الخزعات التي تظهر أدلة نسيجية على الأورام الفصيصية أو القنوية الأخرى. ازدادت نسبة الإصابة بالسرطانة الفصيصية اللابدة لدى النساء اللواتي لم توجد لديهن سوابق لأورام الثدي من 0.9 إصابة لكل 100,000 شخص في عام 1980 إلى 3.19 إصابة لكل 100,000 شخص في عام 1998 -ولكن هذا يرجع على الأرجح إلى زيادة تواتر التصوير الشعاعي للثدي كأداة فحص. ويدعم ذلك حقيقة أن حجم الزيادة في تواتر السرطانة الفصيصية اللابدة كان أكبر بين النساء فوق سن الخمسين عامًا (المجموعة الأكثر احتمالًا للمشاركة بشكل روتيني في الفحص الشعاعي للثدي).